# داریوش معینی
داریوش معینی بازیگر اهل ایران است.
وی مدتی همسر هنرپیشه سینمای ایران فرانک میرقهاری بود و به واسطه این ازدواج وارد سینمای ایران شد.

## فیلم‌شناخت
- گل خشخاش (۱۳۵۵)
- مادر دوستت دارم (۱۳۵۴)